# Мак альпийский
Мак альпийский (лат. Papaver alpinum) — вид травянистых растений из рода Мак (Papaver) семейства Маковые (Papaveraceae).
Родина — Альпы, Пиренеи.

## Ботаническое описание
Многолетнее травянистое растение. Образует плотные куртины.
Стебли прямые, высотой 10—15 см .
Листья сильно перистонадрезанные, узкие, голубовато-зелёные, собраны в прикорневую розетку.
Цветки одиночные, на верхушках стеблей; до 5 см в диаметре; розового, красного, жёлтого или белого цвета. Цветёт в мае-июне в течение более двух месяцев. Дает самосев.

## Подвиды
- Papaver alpinum subsp. alpinum
- Papaver alpinum subsp. kerneri (Hayek) Fedde
- Papaver alpinum subsp. rhaeticum (Leresche) Nyman
- Papaver alpinum subsp. sendtneri (A. Kern. ex Hayek) Schinz & R. Keller

| Papaver alpinum subsp. sendtneri | Papaver alpinum subsp. rhaeticum |

## Применение
Культивируется как декоративное растение. Идеален для альпийских горок. Пригоден и для выращивания в горшках.

## Интересные факты
На берегу реки Берёзовки — притоке Колымы в вечной мерзлоте был найден шерстистый мамонт. В 1901 году принимавшие участие в раскопках и реконструкции «Берёзовского мамонта» немецкий зоолог Ойген В. Пфиценмайер и его коллега Отто Ф. Херз нашли, что у зверя во рту сохранился пучок растений, которые мамонт начал жевать, прямо перед тем как упасть в глубокую расщелину и погибнуть. Сохранившиеся растительные останки определили как Carex sp., Thymus serpillum, Ranunculus acer, Gentiana sp., Cypripedium sp. и Papaver alpinum.